# Liechtensteiner Cup 1973/74
Der Liechtensteiner Cup 1973/74 war die 29. Austragung des Fussballpokalwettbewerbs der Herren in Liechtenstein. Der FC Vaduz gewann zum achtzehnten Mal den Titel.

## Teilnehmende Mannschaften
Folgende sieben Mannschaften nahmen am Liechtensteiner Cup teil:
| - FC Schaan - FC Vaduz - FC Ruggell - FC Triesenberg | - FC Balzers - USV Eschen-Mauren - FC Triesen |

## 1. Vorrunde
Der FC Balzers hatte für diese Runde ein Freilos. 
|                | Ergebnis        |                   |
| -------------- | --------------- | ----------------- |
| FC Ruggell     | 1:3             | FC Schaan         |
| FC Triesen     | 3:3 (4:5 n. E.) | FC Vaduz          |
| FC Triesenberg | 1:5             | USV Eschen-Mauren |

## Halbfinale
|            | Ergebnis |                   |
| ---------- | -------- | ----------------- |
| FC Balzers | 5:2      | USV Eschen-Mauren |
| FC Schaan  | 0:7      | FC Vaduz          |

## Finale
Das Finale fand am 1. Mai 1974 in Triesen statt.
| Datum      |          | Ergebnis        |            |
| ---------- | -------- | --------------- | ---------- |
| 01.05.1974 | FC Vaduz | 2:2 (4:3 n. E.) | FC Balzers |